# Cobanus subfuscus
Cobanus subfuscus là một loài nhện trong họ Salticidae.
Loài này thuộc chi Cobanus. Cobanus subfuscus được Frederick Octavius Pickard-Cambridge miêu tả năm 1900.